# Fort Hall

Lage von Fort Hall an den Überlandrouten

Fort Hall war einer der bedeutendsten Handelsposten entlang des Oregon Trails und liegt am Snake River im heutigen Bannock County im US-Bundesstaat Idaho. Es wurde 1834 von Nathaniel Wyeth errichtet.

## Geschichte
1834 reiste der Geschäftsmann Nathaniel Wyeth zum Rendezvous beim heutigen Granger, Wyoming, um vertragsgemäß die dort versammelten Trapper der Rocky Mountain Fur Company mit Vorräten zu versorgen. Mit dem erwarteten Gewinn wollte er weiter im Westen am Columbia River Lachse fischen und nach Hawaii und Neuengland exportieren. Doch die Rocky Mountain Fur Company war insolvent und löste sich an dem Treffen auf, ohne den Vertrag mit Wyeth erfüllen zu können. Wyeth musste seine Pläne ändern und eröffnete in der Nähe ein Fort, um die Güter dort an Trapper und Indianer zu verkaufen. 1834 war der Bau des Forts beendet. Damit war das Fort der erste Außenposten im damaligen Oregon Country. Fort Hall lag am Ende der gemeinsamen Strecke des Oregon Trails, des California Trails und des Mormon Trails.
Die Hudson’s Bay Company versuchte Wyeth durch die Errichtung eines eigenen Forts – Fort Boise – an der Gabelung des Boise Rivers mit dem Snake River aus dem Handelsgeschäft zu verdrängen. Aufgrund ihrer Finanzkraft konnten sie den Trappern höhere Preise für Pelze bieten und verkauften Vorräte zu tieferen Preisen. 1837 musste Wyeth Fort Hall der Hudson’s Bay Company verkaufen. Mit der zunehmenden Migration von Siedlern auf den drei Auswanderer-Pfaden nach Westen entwickelte sich Fort Hall in den 1840er Jahren zu einem zentralen Handelsposten. Mit dem Oregon-Kompromiss ging 1846 das ganze Gebiet des Oregon Countrys an die USA über, wodurch die britische Hudson’s Bay Company zunehmend einen schweren Stand hatte. Mit dem abnehmenden Migrationsstrom wurde das Fort 1856 aufgegeben und zerfiel in der Folge.
1864 errichtete Holladay Stage Lines etwas weiter südöstlich eine Wagenstation, die wiederum Fort Hall genannt wurde. Zur Errichtung wurden im Wesentlichen Baumaterialien des alten Forts verwendet. Die Wagenstation wurde ein Jahr später allerdings bereits wieder aufgegeben.
Am 20. Januar 1961 wurde der Standort zur National Historic Landmark erklärt. Im Rahmen der Vorbereitungen für das 100-Jahr-Jubiläums des Idaho-Territoriums wurde 1962 entschieden, das alte Fort wieder in Pocatello nachzubauen. Es wird heute als öffentliches Museum unter dem Namen Fort Hall Replica betrieben. Seit dem 21. November 1974 ist Fort Hall im National Register of Historic Places verzeichnet.